# Sportverein Waldhof Mannheim 07 1983-1984
Questa voce raccoglie le informazioni riguardanti lo Sportverein Waldhof Mannheim 07 nelle competizioni ufficiali della stagione 1983-1984.

## Stagione
Nella stagione 1983-1984 il Mannheim, allenato da Klaus Schlappner, concluse il campionato di Bundesliga al 11º posto. In Coppa di Germania il Mannheim fu eliminato al secondo turno dall'Alemannia Aquisgrana.

## Rosa
| N. |                     | Ruolo | Calciatore          |
| -- | ------------------- | ----- | ------------------- |
|    | Germania (bandiera) | P     | Walter Pradt        |
|    | Germania (bandiera) | P     | Uwe Zimmermann      |
|    | Germania (bandiera) | D     | Oskar Bauer         |
|    | Germania (bandiera) | D     | Roland Dickgießer   |
|    | Germania (bandiera) | D     | Stefan Knapp        |
|    | Germania (bandiera) | D     | Jürgen Kohler       |
|    | Germania (bandiera) | D     | Ulf Quaisser        |
|    | Germania (bandiera) | D     | Rainer Scholz       |
|    | Germania (bandiera) | D     | Günter Sebert       |
|    | Grecia (bandiera)   | D     | Dīmītrios Tsionanīs |
|    | Grecia (bandiera)   | D     | Pandelis Tsionanīs  |
|    | Germania (bandiera) | C     | Wolfgang Böhni      |

| N. |                     | Ruolo | Calciatore         |
| -- | ------------------- | ----- | ------------------ |
|    | Germania (bandiera) | C     | Hans Hein          |
|    | Germania (bandiera) | C     | Dieter Schlindwein |
|    | Germania (bandiera) | C     | Alfred Schön       |
|    | Germania (bandiera) | C     | Jürgen Willkomm    |
|    | Germania (bandiera) | A     | Karl-Heinz Bührer  |
|    | Germania (bandiera) | A     | Reiner Edelmann    |
|    | Germania (bandiera) | A     | Dieter Förster     |
|    | Germania (bandiera) | A     | Paul Linz          |
|    | Germania (bandiera) | A     | Jürgen Makan       |
|    | Germania (bandiera) | A     | Detlef Olaidotter  |
|    | Germania (bandiera) | A     | Thomas Remark      |
|    | Germania (bandiera) | A     | Fritz Walter       |

## Organigramma societario
Area tecnica
- Allenatore: Klaus Schlappner
- Allenatore in seconda: Klaus Sinn
- Preparatore dei portieri:
- Preparatori atletici:

## Calciomercato

### Sessione estiva
| Acquisti | Acquisti          | Acquisti                    | Acquisti |
| R.       | Nome              | da                          | Modalità |
| -------- | ----------------- | --------------------------- | -------- |
| A        | Reiner Edelmann   | Waldhof Mannheim (juniores) |          |
| A        | Detlef Olaidotter | Osnabrück                   |          |
| D        | Rainer Scholz     | Hannover 96                 |          |
| C        | Jürgen Willkomm   | Wattenscheid 09             |          |

| Cessioni | Cessioni       | Cessioni  | Cessioni |
| R.       | Nome           | a         | Modalità |
| -------- | -------------- | --------- | -------- |
| C        | Volker Kispert | Darmstadt |          |

### Sessione invernale
| Acquisti | Acquisti      | Acquisti       | Acquisti |
| R.       | Nome          | da             | Modalità |
| -------- | ------------- | -------------- | -------- |
| A        | Thomas Remark | Hertha Berlino |          |

| Cessioni | Cessioni | Cessioni | Cessioni |
| R.       | Nome     | a        | Modalità |
| -------- | -------- | -------- | -------- |

## Risultati

### Bundesliga

#### Girone di andata
| Arbitro: | Pauly |

|                     |           |  |
| Schön 7’ Walter 23’ | Marcatori |  |

| Arbitro: | Uhlig |

|                                                 |           |                     |
| Hollmann 4’ (rig.) Tripbacher 42’ Studzizba 43’ | Marcatori | 45’ Walter 51’ Linz |

| Stoccarda 23 agosto 1983, ore 20:00 CEST 3ª giornata | Stoccarda  | 0 – 0 referto | Waldhof Mannheim | Neckarstadion (55 000 spett.)\| Arbitro: \| Eschweiler \| |
| Arbitro:                                             | Eschweiler |               |                  |                                                           |

| Arbitro: | Hontheim |

|                        |           |                                |
| Walter 2’, 7’ Hein 86’ | Marcatori | 20’ Schulz 64’ Knüwe 88’ Kuntz |

| Arbitro: | Gabor |

|                                |           |  |
| Rahn 45’ Lienen 50’ Krauss 78’ | Marcatori |  |

| Arbitro: | Theobald |

|                    |           |                        |
| Linz 37’ Makan 48’ | Marcatori | 30’ Allofs 44’ Steiner |

| Arbitro: | Wuttke |

|                                                                         |           |  |
| Dremmler 6’ Del'Haye 10’ Rummenigge 58’ Rummenigge 69’, 80’, 88’ (rig.) | Marcatori |  |

| Arbitro: | Stäglich |

|          |           |  |
| Linz 63’ | Marcatori |  |

| Arbitro: | Ermer |

|                   |           |                               |
| Körbel 81’ (rig.) | Marcatori | 55’ Schön 70’ Makan 90’ Böhni |

| Arbitro: | Blattmann |

|  |           |              |
|  | Marcatori | 80’ Milewski |

| Arbitro: | Roth |

|                        |           |  |
| Brehme 58’ Nilsson 74’ | Marcatori |  |

| Arbitro: | Heitmann |

|                                             |           |            |
| Walter 17’, 39’ Knapp 47’ Sebert 62’ (rig.) | Marcatori | 75’ Dreßel |

| Arbitro: | Horeis |

|           |           |            |
| Jusufi 2’ | Marcatori | 16’ Walter |

| Arbitro: | Osmers |

|  |           |                                     |
|  | Marcatori | 27’ Bittorf 45’ (rig.) Waas 72’ Cha |

| Arbitro: | Pauly |

|                 |           |            |
| Grillemeier 13’ | Marcatori | 23’ Remark |

| Arbitro: | Retzmann |

|            |           |         |
| Walter 14’ | Marcatori | 9’ Fach |

| Arbitro: | Assenmacher |

|  |           |                       |
|  | Marcatori | 34’ Walter 90’ Remark |

#### Girone di ritorno
| Arbitro: | Wippker |

|                                                                    |           |  |
| Reinders 42’ Gruber 47’ Meier 69’ Neubarth 74’ Quaisser 90’ (aut.) | Marcatori |  |

| Arbitro: | Risse |

|                         |           |                     |
| Dickgießer 22’ Hein 64’ | Marcatori | 58’, 90’ Tripbacher |

| Arbitro: | Wuttke |

|                     |           |                               |
| Walter 8’ Schön 38’ | Marcatori | 48’ Corneliusson 83’ Reichert |

| Arbitro: | Retzmann |

|                  |           |  |
| Woelk 49’ (rig.) | Marcatori |  |

| Arbitro: | Roth |

|                       |           |                                    |
| Sebert 42’ Remark 69’ | Marcatori | 22’ (rig.) Bruns 72’, 89’ Matthäus |

| Arbitro: | Werner |

|                        |           |  |
| Fischer 17’ Allofs 90’ | Marcatori |  |

| Ludwigshafen am Rhein 10 marzo 1984, ore 15:30 CET 24ª giornata | Waldhof Mannheim | 0 – 0 referto | Bayern Monaco | Südweststadion (44 000 spett.)\| Arbitro: \| Uhlig \| |
| Arbitro:                                                        | Uhlig            |               |               |                                                       |

| Norimberga 17 marzo 1984, ore 15:30 CET 25ª giornata | Norimberga | 0 – 0 referto | Waldhof Mannheim | Städtisches Stadion (15 000 spett.)\| Arbitro: \| Risse \| |
| Arbitro:                                             | Risse      |               |                  |                                                            |

| Arbitro: | Dellwing |

|                |           |                 |
| Olaidotter 59’ | Marcatori | 74’ Falkenmayer |

| Arbitro: | Ahlenfelder |

|                         |           |                           |
| Milewski 46’ Magath 90’ | Marcatori | 4’, 73’ Walter 66’ Bührer |

| Arbitro: | Assenmacher |

|                    |           |  |
| Sebert 9’ Hein 85’ | Marcatori |  |

| Arbitro: | Umbach |

|                                          |           |          |
| Storck 39’ Keser 48’ Klotz 78’ Lusch 86’ | Marcatori | 49’ Linz |

| Arbitro: | Wiesel |

|           |           |                                   |
| Bauer 87’ | Marcatori | 38’, 80’ Feilzer 53’, 73’ Hofmann |

| Arbitro: | Hontheim |

|  |           |            |
|  | Marcatori | 20’ Bührer |

| Arbitro: | Barnick |

|  |           |                                       |
|  | Marcatori | 72’ Grillemeier 86’ (rig.) Pagelsdorf |

| Arbitro: | Zimmermann |

|                 |           |                            |
| Zewe 33’ (rig.) | Marcatori | 58’ Schlindwein 86’ Scholz |

| Arbitro: | Walz |

|                                                           |           |                  |
| Walter 7’, 50’, 69’, 87’ (rig.) Olaidotter 36’ Remark 54’ | Marcatori | 90’ Michelberger |

### Coppa di Germania
| Arbitro: | Brehm |

|                        |           |                |
| Hein 63’, 85’ Linz 71’ | Marcatori | 40’ Winklhofer |

| Arbitro: | Ahlenfelder |

|                   |           |  |
| Thomas 85’ (rig.) | Marcatori |  |

## Statistiche

### Statistiche di squadra
| Competizione      | Punti | In casa | In casa | In casa | In casa | In casa | In casa | In trasferta | In trasferta | In trasferta | In trasferta | In trasferta | In trasferta | Totale | Totale | Totale | Totale | Totale | Totale | DR  |
| Competizione      | Punti | G       | V       | N       | P       | Gf      | Gs      | G            | V            | N            | P            | Gf           | Gs           | G      | V      | N      | P      | Gf     | Gs     | DR  |
| ----------------- | ----- | ------- | ------- | ------- | ------- | ------- | ------- | ------------ | ------------ | ------------ | ------------ | ------------ | ------------ | ------ | ------ | ------ | ------ | ------ | ------ | --- |
| Bundesliga        | 31    | 17      | 5       | 7       | 5       | 29      | 26      | 17           | 5            | 4            | 8            | 16           | 32           | 34     | 10     | 11     | 13     | 45     | 58     | -13 |
| Coppa di Germania | -     | 1       | 1       | 0       | 0       | 3       | 1       | 1            | 0            | 0            | 1            | 0            | 1            | 2      | 1      | 0      | 1      | 3      | 2      | +1  |
| Totale            | 31    | 18      | 6       | 7       | 5       | 32      | 27      | 18           | 5            | 4            | 9            | 16           | 33           | 36     | 11     | 11     | 14     | 48     | 60     | -12 |

### Andamento in campionato
| Giornata  | 1 | 2 | 3 | 4 | 5  | 6  | 7  | 8  | 9  | 10 | 11 | 12 | 13 | 14 | 15 | 16 | 17 | 18 | 19 | 20 | 21 | 22 | 23 | 24 | 25 | 26 | 27 | 28 | 29 | 30 | 31 | 32 | 33 | 34 |
| --------- | - | - | - | - | -- | -- | -- | -- | -- | -- | -- | -- | -- | -- | -- | -- | -- | -- | -- | -- | -- | -- | -- | -- | -- | -- | -- | -- | -- | -- | -- | -- | -- | -- |
| Luogo     | C | T | T | C | T  | C  | T  | C  | T  | C  | T  | C  | T  | C  | T  | C  | T  | T  | C  | C  | T  | C  | T  | C  | T  | C  | T  | C  | T  | C  | T  | C  | T  | C  |
| Risultato | V | P | N | N | P  | N  | P  | V  | V  | P  | P  | V  | N  | P  | N  | N  | V  | P  | N  | N  | P  | P  | P  | N  | N  | N  | V  | V  | P  | P  | V  | P  | V  | V  |
| Posizione | 3 | 8 | 9 | 8 | 13 | 10 | 15 | 12 | 10 | 12 | 14 | 12 | 12 | 13 | 12 | 11 | 11 | 11 | 11 | 12 | 12 | 13 | 14 | 13 | 14 | 14 | 13 | 13 | 13 | 14 | 14 | 14 | 13 | 11 |

Legenda:

Luogo: C = Casa; T = Trasferta. Risultato: V = Vittoria; N = Pareggio; P = Sconfitta.

### Statistiche dei giocatori
| Giocatore      | Bundesliga | Bundesliga | Bundesliga  | Bundesliga | Coppa di Germania | Coppa di Germania | Coppa di Germania | Coppa di Germania | Totale   | Totale | Totale      | Totale     |
| Giocatore      | Presenze   | Reti       | Ammonizioni | Espulsioni | Presenze          | Reti              | Ammonizioni       | Espulsioni        | Presenze | Reti   | Ammonizioni | Espulsioni |
| -------------- | ---------- | ---------- | ----------- | ---------- | ----------------- | ----------------- | ----------------- | ----------------- | -------- | ------ | ----------- | ---------- |
| O. Bauer       | 7          | 1          | 2           | 0          | 2                 | 0                 | 0                 | 0                 | 9        | 1      | 2           | 0          |
| W. Böhni       | 8          | 1          | 0           | 0          | 2                 | 0                 | 0                 | 0                 | 10       | 1      | 0           | 0          |
| K. Bührer      | 13         | 2          | 0           | 0          | 0                 | 0                 | 0                 | 0                 | 13       | 2      | 0           | 0          |
| R. Dickgießer  | 32         | 1          | 7           | 0          | 2                 | 0                 | 1                 | 0                 | 34       | 1      | 8           | 0          |
| R. Edelmann    | 1          | 0          | 0           | 0          | 0                 | 0                 | 0                 | 0                 | 1        | 0      | 0           | 0          |
| D. Förster     | 0          | 0          | 0           | 0          | 0                 | 0                 | 0                 | 0                 | 0        | 0      | 0           | 0          |
| H. Hein        | 30         | 3          | 6           | 0          | 1                 | 2                 | 0                 | 0                 | 31       | 5      | 6           | 0          |
| S. Knapp       | 31         | 1          | 5           | 0          | 2                 | 0                 | 0                 | 0                 | 33       | 1      | 5           | 0          |
| J. Kohler      | 5          | 0          | 1           | 0          | 0                 | 0                 | 0                 | 0                 | 5        | 0      | 1           | 0          |
| P. Linz        | 23         | 4          | 3           | 0          | 2                 | 1                 | 1                 | 0                 | 25       | 5      | 4           | 0          |
| J. Makan       | 22         | 2          | 2           | 0          | 2                 | 0                 | 0                 | 0                 | 24       | 2      | 2           | 0          |
| D. Olaidotter  | 19         | 2          | 3           | 0          | 1                 | 0                 | 0                 | 0                 | 20       | 2      | 3           | 0          |
| W. Pradt       | 2          | 0          | 0           | 0          | 0                 | 0                 | 0                 | 0                 | 2        | 0      | 0           | 0          |
| U. Quaisser    | 26         | 0          | 2           | 0          | 2                 | 0                 | 1                 | 0                 | 28       | 0      | 3           | 0          |
| T. Remark      | 16         | 4          | 1           | 0          | 0                 | 0                 | 0                 | 0                 | 16       | 4      | 1           | 0          |
| D. Schlindwein | 27         | 1          | 6           | 1          | 0                 | 0                 | 0                 | 0                 | 27       | 1      | 6           | 1          |
| R. Scholz      | 29         | 1          | 4           | 0          | 2                 | 0                 | 0                 | 0                 | 31       | 1      | 4           | 0          |
| A. Schön       | 34         | 3          | 2           | 0          | 2                 | 0                 | 0                 | 0                 | 36       | 3      | 2           | 0          |
| G. Sebert      | 30         | 3          | 7           | 1          | 1                 | 0                 | 0                 | 0                 | 31       | 3      | 7           | 1          |
| D. Tsionanīs   | 9          | 0          | 1           | 0          | 0                 | 0                 | 0                 | 0                 | 9        | 0      | 1           | 0          |
| P. Tsionanīs   | 1          | 0          | 0           | 0          | 0                 | 0                 | 0                 | 0                 | 1        | 0      | 0           | 0          |
| F. Walter      | 34         | 16         | 1           | 0          | 1                 | 0                 | 0                 | 0                 | 35       | 16     | 1           | 0          |
| J. Willkomm    | 5          | 0          | 1           | 0          | 1                 | 0                 | 0                 | 0                 | 6        | 0      | 1           | 0          |
| U. Zimmermann  | 33         | 0          | 2           | 0          | 2                 | 0                 | 0                 | 0                 | 35       | 0      | 2           | 0          |